# Posta de sol a Siam
Posta de sol a Siam (títol original: Siam Sunset) és una comèdia australiana del 1999  dirigida per John Polson i protagonitzada per Linus Roache i Danielle Cormack. Ha estat doblada al català.

## Argument
Perry (Linus Roache) és un químic anglès que treballa per una empresa de pintura i queda deprimit després de perdre la seva muller en un estrany accident. Mentre intenta inventar el nou color Slam Sunset, guanya un premi, ho deixa tot, i marxa cap a Austràlia. Grace (Danielle Cormack), en el mateix autobús, també té una vida agitada. Quan es coneixen, els dos comencen un idil·li.

## Repartiment
- Linus Roache: Perry Roberts
- Danielle Cormack: Grace
- Ian Bliss: Martin
- Roy Billing: Bill Leach
- Alan Brough: Stuart Quist
- Rebecca Hobbs: Jane
- Terry Kenwrick: Arthur Droon
- Deidre Rubenstein:	Celia Droon

## Estrena
Siam Sunset es va estrenar al Festival de Canes de 1999. Va aconseguir 878,819$ al box office a Austràlia.

## Rebuda
- Rotten Tomatoes informa que un 67% dels seus crítics van donar a la pel·lícula una ressenya positiva; amb un índex de 6.1/10.[5] David Stratton de Variety va escriure que el concepte de la pel·lícula és poc original, però és un "entreteniment simpàtic, amb freqüència graciosa i ocasionalment violenta que millora la fórmula utilitzada per pel·lícules semblants.[6]
- Va guanyar el Gran Premi Fantasporto a la millor pel·lícula del festival en competició oficial.